# Diga di Nilüfer
La diga di Nilüfer (detta anche Doğancı-2), è una diga della Turchia. Si trova nelle vicinanze della città di Bursa, nella Regione di Marmara. È stata inaugurata nell'agosto del 2007, e ha una portata annua di 60 milioni di metri cubi d'acqua.